# Proterebia
Genre
Proterebia est un genre de papillons de la famille des Nymphalidae, de la  sous-famille des Satyrinae qui ne comporte qu'une espèce Proterebia afra.

## Dénomination
Le nom Proterebia a été donné par Fabricius en 1787.

## Espèce  et sous-espèces
Proterebia afra (Fabricius, 1787) présent dans l'ouest de Asie.
- Proterebia afra bardines (Fruhstorfer, 1918)
- Proterebia afra crimea (Sheljuzhko, 1929)
- Proterebia afra fidena (Fruhstorfer, 1918)
- Proterebia afra hyrcana (Staudinger, 1901)
- Proterebia afra pyramus de Louker & Dils, 1987
- Proterebia afra zyxuta (Fruhstorfer, 1918)